# Hogna aspersa
Hogna aspersa là một loài nhện trong họ Lycosidae.
Loài này thuộc chi Hogna. Hogna aspersa được Nicholas Marcellus Hentz miêu tả năm 1844.